# Cycas sainathii
Cycas sainathii — вид саговників із Індії. Його типовий населений пункт Шибпур, район Хоура, Західний Бенгал.